# Bhakti-yoga
Bhakti-yoga is een van de hoofdtakken van de yoga en staat beschreven in de Veda's, de schriftelijke basis van het hindoeïsme, en in de Bhagavad gita; maar zij staat met name centraal in de Mahabharata, de Ramayana en de Purana's, waarvan de Bhagavata purana (Srimad bhagavatam) het bekendst is.
Bhakti-yoga is het pad van liefdevolle toewijding en overgave aan God (Ishvara), de Allerhoogste, of aan een incarnatie van God (avatara) en daardoor als systeem sterk dualistisch van aard. Een volgeling van bhakti-yoga wordt een bhakta genoemd. De bhakta kiest voor zichzelf, vaak met behulp van een goeroe, een persoonlijk Godsbeeld (ishta-deva), waarop hij zijn devotie kan concentreren en waarmee hij een spirituele relatie aangaat. De culminatie van deze relatie is het visioen (darshan) van zijn verkozen Godsbeeld, waarbij de bhakta in extase (mahabhava) zijn eenheid met God ervaart.
Het verkozen Godsbeeld neemt in concrete zin de vorm aan van een beeltenis of van een symbool, en vormt de focus voor het innerlijke en uiterlijke leven van de bhakta. Belangrijke namen van goden en goddelijke incarnaties zijn bijvoorbeeld: Vishnu, Shiva, Devi, Krishna en Rama. Van alle symbolen in het hindoeïsme komt het (geluid)symbool OM (ook wel AUM geschreven) op de eerste plaats. Een belangrijk symbool voor de vrouwelijke Godheid, Shakti, is de Sri Chakra (Sri Yantra). Naast de devotie voor de Godheid en zijn incarnaties neemt ook de devotie voor de goeroe binnen het hindoeïsme een belangrijke plaats in.
Bhakti-yoga wordt in de praktijk vaak gecombineerd met karma-yoga, de yoga van onbaatzuchtig werk.

## Het emancipatieproces in bhakti-yoga

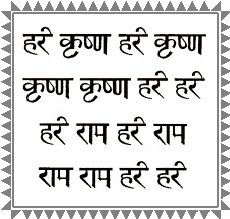
Hare Krishna mantra in Devanagari: onderdeel van de kīrtanam

Traditioneel bestaat het proces van bhakti-yoga uit negen stadia (bhãgavata dharma) die de bhakta in staat stellen om zich stap voor stap te bevrijden van de conditioneringen van de materiële wereld (S.B. 7.5: 23-24).
Deze stadia zijn:
- śravanam, het horen van Gods naam en het luisteren naar zijn glories;
- kīrtanam, het tezamen reciteren en (be)zingen van Gods naam en zijn glories, het zogenaamde 'chanten';
- Vishnu-smaranam, de constante herinnering aan God, bijvoorbeeld door het herhalen van zijn naam (mantra japa) en de contemplatie van zijn vorm (upāsana);
- pãda-sevanam, bijkomende activiteiten ter ere van en ter versterking van de relatie met God, bijvoorbeeld het dienen van andere bhakta's, op pelgrimage gaan;
- arcanam, de (rituele) verering van God (pūjā) in zijn beeltenis, bijvoorbeeld thuis of in een tempel;
- vandanam, het betuigen van respect aan God, bijvoorbeeld door het offreren van eerbiedige buigingen (pranāma of namaskāra) en gebeden;
- dāsyam, in een relatie van dienstbaarheid in dienst van God staan;
- sākhyam, in een relatie van welmenende vriendschap tot God staan;
- ãtma-nivedanam, de volledige zelf-overgave aan God.

## Drie klassen van bhakta's
In het proces van bhakti-yoga onderscheidt men drie klassen bhakta's, adhikãrī's genoemd - adhikãrī betekent: 'Hij die gekwalificeerd is' (S.B. 11.2: 45-47):

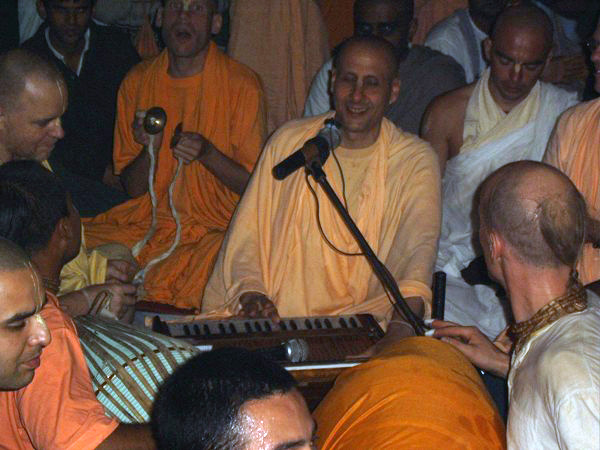
Bhakta's in samenzang (kirtanam)

- I Kanishtha-adhikārī: de beginnende bhakta. Hij legt zich toe op de ontwikkeling van:

1. śraddhā, een diep geloofsvertrouwen;
2. sadhu-sanga, omgang met andere, meer gevorderde bhakta's, vaak monniken;
3. bhajana kriya, het herhalend zingen van de namen van God (vaak  mantra's) in samenzang (kirtanam) en het zingen van devotionele liederen (bhajans); het lezen van de devotionele geschriften.

- II Madhyama-adhikārī: de gevorderde, meer ervaren bhakta is nu geïnitieerd door een goeroe en heeft van hem een spirituele naam ontvangen. Op dit niveau legt hij zich verder toe op:

1. anārtha nivritti, het vrij zijn van negatieve, onspirituele neigingen en invloeden;
2. nishtha, het gestaag vasthouden aan de devotionele oefeningen;
3. ruci, de ontwikkeling van een hogere smaak voor de devotionele oefeningen;
4. aśakti: de verdieping van de persoonlijke relatie met God door een intensere gehechtheid;

- III Uttama-adhikārī : de meest zuivere bhakta die zich heeft gestabiliseerd op een bovenzinnelijk niveau. In dit hoogste stadium van bhakti-yoga onderscheidt men:

1. bhāva, de ervaring van heftige, spirituele emoties in de relatie met God; de staat van vervoering;
2. prema, de diepste en meest zuivere liefde voor God in al haar dimensies; de perfectie van bhakti.

Psychologisch gezien is het proces dat de aspirant doorloopt er een van oplopende concentratie en van toenemende affectieve intensiteit:
aandacht - interesse - studie - devotie - liefde - overgave - absorptie - eenwording.

## De transmutatie van de emoties
Van alle vormen van yoga appelleert bhakti-yoga het meest aan de affectieve, emotionele kant van de spirituele aspirant. In het emancipatieproces van de bhakta nemen gevoelens en emoties een belangrijke plaats in. Wanneer de verschillende gemoedstoestanden door devotionele oefeningen en een gedisciplineerd leven eenmaal getransmuteerd zijn en een nieuwe, hogere oriëntatie hebben gevonden, wordt de aspirant in een directe, persoonlijke relatie met de God van zijn keuze gevestigd. Hierin ligt de kracht van bhakti-yoga. Bhakti-yoga heeft dus niets te maken met enige vorm van emotionaliteit.
De verschillende gesublimeerde gemoedstoestanden of bhava's staan uitgebreid beschreven in het boek Bhakti Rasāmrita Sindhu (2.5.115-116) van de vaishnava leraar (āchārya) Śrīla Rūpa Gosvãmī (1489-1564), waar zij aan de basis staan van de zogenaamde rāsa's. Het Sanskriet woord rāsa is een energetisch concept dat veel gebruikt wordt in de Indiase traditie en dat zich moeilijk en verschillend laat vertalen, onder andere als 'extract', 'aroma', 'essence' of 'parfum'. De verhouding tussen bhava en rāsa is die als tussen een bloem en zijn specifieke geur. Traditioneel gaat de notie van rāsa terug tot het gevecht dat de jonge Krishna in de worstelring leverde, vlak voordat hij de kwade heerser Kamsa ter dood bracht, waarna zijn missie een aanvang nam (S.B. 10.44). Rāsa staat feitelijk voor de intrinsieke gevoelswaarde, het bouquet, waarmee een specifieke gemoedsgesteldheid energetisch geladen is en 'genoten' wordt. In bhakti-yoga staat het hele spectrum van menselijke emoties en stemmingen in feite metaforisch model voor de diverse verschillende rāsa's. Het concept van rāsa vormt, behalve in de bhakti-spiritualiteit, een belangrijk aspect van de klassieke Indiase kunsten. In het algemeen is er sprake van zeven indirect relationele emoties of rāsa's:
1. woede, toorn (raudra),
2. verwondering, verbazing (adbhuta),
3. afkeer, afgrijzen (vībhatsa),
4. vrees, schrik (bhayānaka),
5. scherts, vrolijkheid (hāsya),
6. moed, heldhaftigheid (vīra),
7. droefheid, mededogen (kārunyam)

Door het cultiveren van een bepaalde devotionele gemoedstoestand kan de bhakta een duurzame relatie met de Godheid opbouwen en onderhouden. Traditioneel zijn er vijf van dergelijke direct relationele gemoedstoestanden of attitudes, oftewel bhava's:
1. de neutrale relatie van serene vrede (śanta);
2. de relatie van toegewijde dienstbaarheid en ondergeschiktheid zoals tussen een dienaar en zijn heer (dāsya);
3. de relatie van gelijkwaardigheid en welmenende genegenheid zoals tussen twee vrienden (sākhya);
4. de liefdevolle, zorgende relatie zoals die tussen ouder en kind (vātsalya);
5. de intense, gepassioneerde liefdesrelatie zoals tussen minnaar en geliefde (śringāra of madhura).

## Regulerende voorschriften
De traditionele bhakti kent vier regulerende voorschriften, vidhi genaamd (van de Sanskriet wortel vidha, in orde brengen), S.B. 1.17:24 en 12.3: 18:
- het verbod op het eten van vlees, vis en eieren;
- geen seks buiten het huwelijk (en daarbinnen voorbehouden voor de voortplanting);
- geen verdovende middelen zoals drugs en alcohol;
- het verbod op gokken of speculeren met geld.

Deze voorschriften zijn afgeleid van de eeuwige waarden van de religie (dharma), ook wel 'de vier poten van de stier van dharma ' genoemd:
- śaucha, reinheid;
- satyam, waarheidslievendheid;
- tapas, soberheid en ascese;
- dayā, mededogen.

In het huidige tijdperk van spiritueel verval, het zogenaamde 'donkere tijdperk' (kali yuga) dat wij volgens de hindoe traditie momenteel doormaken en dat aanbrak met het heengaan van Sri Krishna duizenden jaren geleden, zijn deze 'poten van de stier' ernstig verzwakt. Door middel van bhakti-yoga wordt de maatschappij van een rechtschapen mensheid dus letterlijk weer 'op poten' gezet. Het in acht nemen van genoemde waarden geldt voor alle hindoes als de basis voor het beoefenen van hun religie, die officieel de Sanātana Dharma ('de eeuwige religie') wordt genoemd. Zij vertegenwoordigen voor de hindoe dezelfde waarde als de tien geboden voor de christenen.

## De bhakti-cultuur
Bhakti-yoga wordt over het algemeen beschouwd als het oudste van de vier hoofd-paden naar spirituele bevrijding (moksha), waarvan de andere drie jñāna-yoga, karma-yoga en raja-yoga zijn. Volgens de overlevering nam de bhakti-cultuur een aanvang in de geschiedenis van het hindoeïsme met het leven van Prahlāda, een toegewijde bhakta van de God Vishnu, en de zoon van Hiranyakaśipu, een kwade wereldheerser. Ondanks de vele beproevingen van de kant van zijn vader hield Prahlāda stand dankzij zijn devotie voor Vishnu. Nrisimhadeva (Narasimha), de mens-leeuw godheid en incarnatie van Vishnu, was degene die Prahlāda bevrijdde door een eind te maken aan de kwade heerschappij van zijn vader.

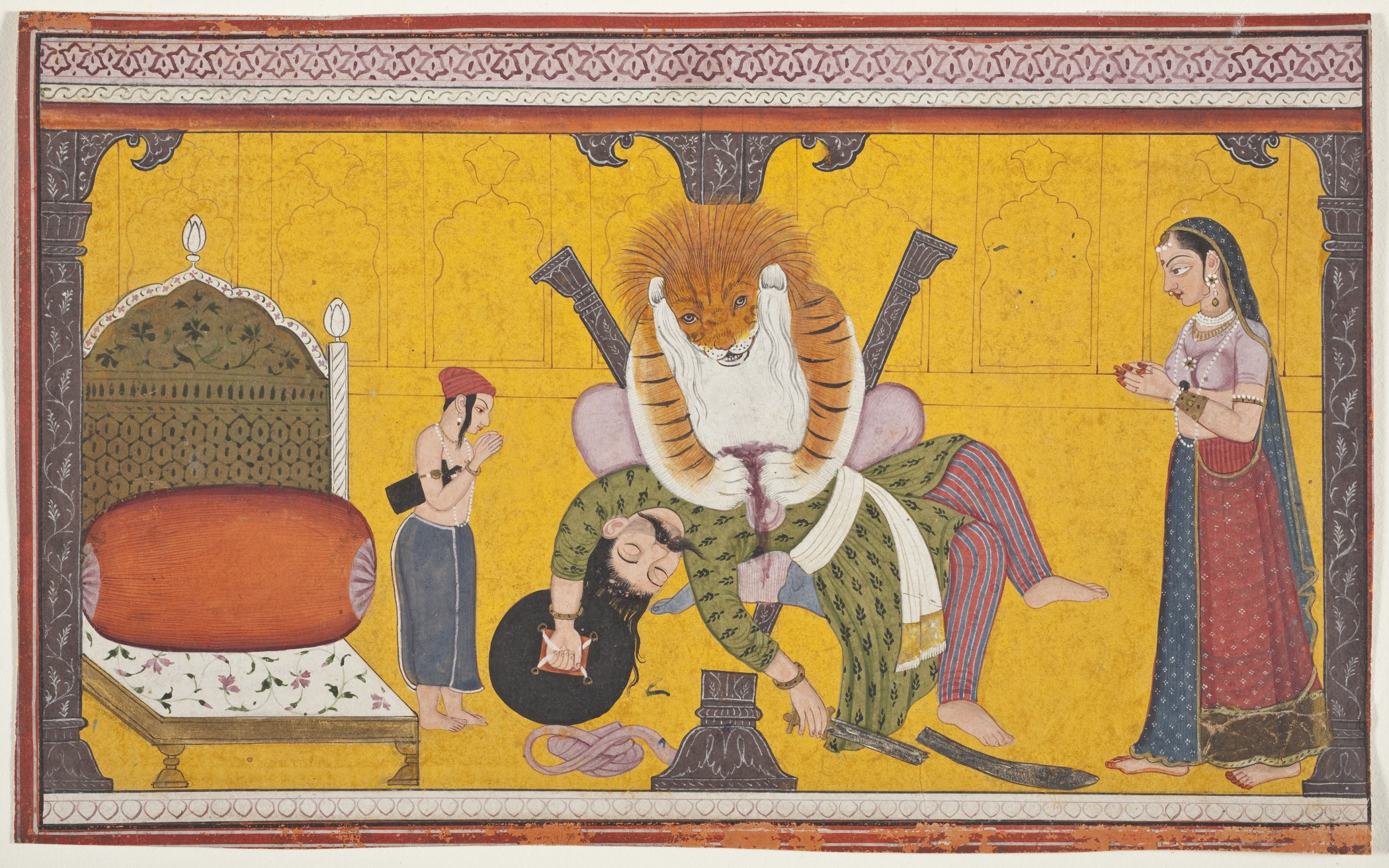
Narasimha doodt de kwade heerser terwijl Prahlāda staat te bidden.

In geschriften zoals de Bhagavata purana (Srimad bhagavatam) wordt de hoogste bhakti uitvoerig beschreven als de meest perfecte staat die alle andere vormen van yoga omvat. In zekere zin overstijgt zij zelfs de staat van absolute bevrijding, kaivalya, die traditioneel als het ultieme doel van de spirituele realisatie geldt. Volgens de bhakti-traditie ligt de hoogste spirituele vervulling in de perfectie van de liefde voor de persoonlijke God (Bhagavan) en het toegewijd mogen dienen van God in liefdevolle overgave. Voor de klassieke bhakta ligt hierin de ware betekenis van het begrip bevrijding, moksha.

## Bhakti binnen het hindoeïsme
Het hindoeïsme is doortrokken van de bhakti-cultuur die er overal zichtbaar aanwezig is. Zij wordt gekenmerkt door een grote diversiteit aan beeltenissen en tempels, en door de vele uitgebreide rituelen en gebruiken die daarbij horen. In de dagelijkse praktijk van de bhakti staat de verering van God of van een van zijn incarnaties in een beeltenis (mūrti) centraal. Het zingen van devotionele liederen (bhajans), het (be)zingen en herhalen van Gods naam (mantra japa), studie en meditatie, de vele festivals, op pelgrimage gaan naar de talrijke heilige plaatsen zoals Varanasi (Benares), Vrindavan, Puri etc. - het zijn allemaal uitingen van de bhakti-cultuur.
De bhakti-cultuur loopt dwars door alle geledingen van de hindoe samenleving. Bij de overdracht van deze cultuur speelt de goeroe een cruciale rol. Door middel van initiatie (diksha) is de overdracht van en de opvolging (paramparā) binnen een bepaalde, specifieke traditie (sampradaya) via het goeroe-discipel systeem door de eeuwen heen gewaarborgd gebleven.
Binnen de bhakti-cultuur bestaan vele verschillende stromingen en sekten, ieder met hun eigen filosofische richting en met hun eigen geschriften, tradities en gebruiken. Hiervan zijn de belangrijkste: het Vaishnavisme, toegewijd aan de god Vishnu en zijn incarnaties, met name Krishna en Rama; het Shaivisme, toegewijd aan de god Shiva, en het Shaktisme, toegewijd aan Devi, de almachtige Moeder-godin in de vorm van onder andere Durga, Kálii, Lakshmi en Saraswati.
Grote leraren (acharya's) van de bhakti-cultuur zijn onder andere Ramanuja (1017-1137), Nimbarka (ong. 13e eeuw), Vallabha (1479-1531) en Madhva (1238-1317). Voorbeelden van grote bhakta's zijn onder anderen Sri Chaitanya (1486-1534), Mirabai (1498-1547) en, meer recentelijk, Sri Ramakrishna (1836-1886), Swami Ramdas (1884-1963) en A.C. Bhaktivedanta Swami Praphupāda (1896-1977), de grondlegger van de Hare Krishna beweging in het westen.